# 資生堂企業資料館
資生堂企業資料館（しせいどうきぎょうしりょうかん）は、静岡県掛川市下俣にある企業資料館・博物館。
資生堂が創業120周年を迎えた1992年（平成4年）に開設された。同社の商品や宣伝制作物をはじめとする様々な資料を一元的に収集・保存し収蔵品の一部を展示公開している。日本初の民間洋風調剤薬局として創業した1872年（明治5年）から今日までの企業の歩みや商品パッケージ、ポスター、新聞・雑誌広告、テレビCMなどの広告関連資料、ビューティーコンサルタントのコスチュームの変遷などを展示するほか、資生堂と日本の化粧文化の関わりなどについて紹介・展示する。

## 概要
掛川市長谷にある資生堂掛川工場の隣接敷地内に所在し、同敷地内には資生堂アートハウスもある。
図書資料の閲覧
2階のライブラリーにて、資生堂関連の図書資料を公開している。開館時間内に限り、予約不要で自由に閲覧ができる（コピー・撮影および貸出不可）。
公開しているのは、企業史 / 広告・デザイン / 企業文化 / アート / 研究開発 / 化粧文化 / 美容・ヘア&メーキャップなど約150冊。

## 主な展示・収蔵品
資生堂の企業文化や日本の化粧文化について、企画展を通じて一般公開している。化粧品や宣伝制作物などの企業資料や、江戸時代の化粧道具、銀座や女性に関する資料など貴重な収蔵品を観覧できる。

### 主な収蔵品
ポスター
1925年 矢部季、1926年 川島理一郎、1926年 沢令花、1930年・1933年 前田貢、1937年 山名文夫、1938年 山本武夫、1955年・1960年 山名文夫、1961年 水野卓史、1966年 モデル：前田美波里（カメラマン：横須賀功光）、1968年 モデル：団時朗（カメラマン：安達洋次郎）、1976年 モデル：真行寺君枝（カメラマン：十文字美信）、1978年 モデル：山口小夜子（カメラマン：横須賀功光）、1979年 山名文夫、1979年 モデル：小野みゆき（カメラマン：久留幸子）、1983年 モデル：倍賞美津子（カメラマン：横須賀功光）、1985年 （カメラマン：秋元茂）、1988年 モデル：今井美樹（カメラマン：半田也寸志）、2008年 モデル：高橋マリ子、2008年 モデル：蛯原友里（カメラマン：K・オガタ）
商品
- 『オイデルミン』1897年（明治30年）日本初の洋風調剤薬局として資生堂を創業した福原有信が、初めてつくった化粧品。
- 『フローリン』1915年（大正4年）資生堂の経営を福原有信より引き継いだ信三が、欧米留学の知識と経験を生かして開発した化粧品。
- 香水『花椿』1917年（大正6年）もともと花には香りがない椿の香りをイメージで創作したもので、資生堂初の香水として誕生した。
- 『着色福原粉白粉七種（七色粉白粉）』1917年（大正6年）
- 『コールドクリーム』1918年（大正7年）
- 香水『菊』1921年（大正10年）天然菊をモデルに調香した、純日本調の香水。
- 『ドルックス』1932年（昭和7年）戦前の最高峰ブランド化粧品。前田貢によるパッケージデザイン。
- 『モダンカラー粉白粉』1932年（昭和7年）戦前の資生堂デザインを代表する一品。
- 『潤性歯磨』1947年（昭和22年）
- 『ドルックス』1951年（昭和26年）
- 香水『ホワイトローズナチュラル』1954年（昭和29年）天然の白バラ、ブルガリアンローズのエッセンスでつくられた最高級の香水。戦前の1936年に発売された香水を再現した。
- 『クリームパクト』1960年（昭和35年）
- 『プリオール』1961年（昭和36年）「ドルックス」に替わる高級スキンケア･ヘアケアブランドとして開発された。
- 香水『禅』1964年（昭和39年）日本の文化を象徴するものとして知られる「禅」を香りに表現した香水。
- 『MG5』1967年（昭和42年）
- 『インウイ』1977年（昭和52年）
- 『タクティクス』1978年（昭和53年）
- 『ナツコ』1979年（昭和54年）
- 『ノンブル ノワール』1982年（昭和57年）
- 『アンジェリーク』1991年（平成3年）
- 『オイデルミン グローバル』1997年（平成9年）
- 『アンタイド』1997年（平成9年）
- 『ヴォカリーズ』1997年（平成9年）
- 『キオラ』1998年（平成10年）
- 『マキアージュ』2005年（平成17年）
- 『フューチャーソリューション』2009年（平成21年）

## 営業情報

### アクセス
- 鉄道：JR掛川駅南口よりタクシーで約5分、徒歩20分ほど。
- バス（掛川バスサービス）：「掛川駅」南口より、市街地循環線（南回り）、「資生堂アートハウス 入口」下車。
※「掛川駅」南口からのバスでの所要時間は、下車後の徒歩を含め約15分。
- 自動車：東名高速道路「掛川IC」より約7分、新東名高速道路「森掛川IC」より約30分。

### 料金・開館時間
- 入館料金：無料
- 開館：10時〜16時30分（入館は16時まで）
- 休館：月曜日（祝日の場合も休館）・夏季（8月中旬）、年末年始（12月中旬〜1月中旬）・展示替えのための臨時休館